# Hypena flavisceta
Hypena flavisceta är en fjärilsart som beskrevs av Thierry-mieg 1916. Hypena flavisceta ingår i släktet Hypena och familjen nattflyn. Inga underarter finns listade i Catalogue of Life.